# Дачо Иванов
Дачо Иванов е български военен и революционер, деец на Вътрешната македоно-одринска революционна организация и Върховния македоно-одрински комитет.

## Биография
Дачо Иванов е роден в Бали ефенди, тогава в Османската империя. В българската армия е с чин фелдфебел, но напуска военна служба и влиза в Македония с чета. Вероятно в сражение с неговата чета загива деецът на ВМОРО Христо Бабамов. Според Константин Кондов Дачо Иванов е пленен в сражение при Тросково от върховистката чета на Тодор Саев и след писмена декларация е пуснат обратно в България.
В началото на 1903 година е в отряда на Борис Сарафов.
Загива на 12 февруари 1903 година край беровското село Владимирово в сражение с 150 души турски аскер.